# Alpha Centauri Bb
Alpha Centauri Bb war ein vermuteter Exoplanet um den Stern Alpha Centauri B. Seine vermeintliche Entdeckung wurde im Oktober 2012 bekannt gegeben. Die Entdeckung wurde in Fachkreisen von Anfang an mit Skepsis gesehen. Weitere Untersuchungen haben die Entdeckung zunächst weder bestätigt noch definitiv widerlegt. Schließlich erschien im Jahre 2015 eine Untersuchung, welche die Zweifel an der Existenz des Planeten weiter bestärkte und im selben Jahr erkannte Dumusque an, dass das Signal des Planeten wohl falsch war. Entsprechend ist der Planet auch in der Extrasolar Planets Encyclopaedia im Status "retracted".

## Vermeintliche Eigenschaften
Die Mindestmasse des Exoplaneten wurde von den Entdeckern mit rund 1,1 Erdmassen etwas größer als eine Erdmasse angegeben. Der Orbit des Exoplaneten um Alpha Centauri B wurde mit einer Umlaufperiode von 3,236 Tagen und einer großen Halbachse von 0,04 AE angegeben. Entsprechend erweckte der Planet aufgrund der Nähe zum Sonnensystem sowie auch der erdähnlichen Masse große mediale Aufmerksamkeit, obwohl erdähnliches Leben bei diesen Bahndaten von Anfang an ausgeschlossen werden konnte.